# Lin-cchang
Lin-cchang (čínsky pchin-jinem Líncāng, znaky 临沧市) je městská prefektura v Čínské lidové republice, kde patří k provincii Jün-nan. Celá prefektura má rozlohu 23 662 čtverečních kilometrů a roku 2020 v ní žilo dva a čtvrt miliónu obyvatel.
Lin-cchang leží na jihovýchodě provincie Jün-nan u hranice s Barmou. Mezi zde těžené přírodní zdroje patří uhlí, germanium a uran.

## Správní členění
Městská prefektura Lin-cchang se člení na osm celků okresní úrovně, a sice jeden městský obvod, čtyři okresy a tři autonomní okresy.
| městský obvod · Lin-siang okres · Feng-čching okres · Jün okres · Jung-te okres · Čen-kchang autonomní okres · Cchang-jüan autonomní okres · Šuang-ťiang autonomní okres · Keng-ma |                                |                       |             |                                         |
| Název | Název                          | Počet obyvatel (2020) | Rozloha km² | Hustota zalidnění (obyv. na km²) (2020) |
| český přepis | znaky                          | Počet obyvatel (2020) | Rozloha km² | Hustota zalidnění (obyv. na km²) (2020) |
| Městský obvod |                                |                       |             |                                         |
| Lin-siang | 临翔区                         | 370 947               | 2 561       | 145                                     |
| Okresy |                                |                       |             |                                         |
| Feng-čching | 凤庆县                         | 385 420               | 3 307       | 117                                     |
| Jün | 云县                           | 389 180               | 3 687       | 106                                     |
| Jung-te | 永德县                         | 328 864               | 3 220       | 102                                     |
| Čen-kchang | 镇康县                         | 172 879               | 2 530       | 68                                      |
| Autonomní okresy |                                |                       |             |                                         |
| Cchang-jüan (waský) | 沧源佤族自治县                 | 160 262               | 2 490       | 64                                      |
| Šuang-ťiang (lachuský, waský, blangský a tajský) | 双江拉祜族佤族布朗族傣族自治县 | 164 756               | 2 166       | 76                                      |
| Keng-ma (tajský a waský) | 耿马傣族佤族自治县             | 285 683               | 3 701       | 77                                      |
| |                                |                       |             |                                         |
| Celkem | Celkem                         | 2 257 991             | 23 662      | 95                                      |

## Partnerská města
- Dubna, Rusko
- Lashio, Myanmar